# Düzencik, Sarıoğlan
Düzencik là một xã thuộc huyện Sarıoğlan, tỉnh Kayseri, Thổ Nhĩ Kỳ. Dân số thời điểm năm 2008 là 76 người.